# Nigel Cole
Nigel Cole est un réalisateur britannique né en 1959.

## Biographie
Il est en couple avec l'actrice Kate Isitt.

## Filmographie

### Cinéma
- 2000 : Saving Grace
- 2003 : Calendar Girls
- 2005 : Sept Ans de séduction (A Lot Like Love)
- 2008 : Un amour de père (Five Dollars a Day)
- 2010 : We Want Sex Equality (Made in Dagenham)
- 2011 : Rafta Rafta
- 2012 : Un mariage inoubliable (The Wedding Video)
- 2012 : All in Good Time
- 2016 : Do Not Disturb

### Télévision
- 1992-1996 : In the Wild (trois épisodes : Orangutans with Julia Roberts, The Galapagos Islands with Richard Dreyfuss et In the Wild Dolphins with Robin Williams)
- 1998 : Peak Practice (épisodes 8 et 14 de la saison 5, épisode 1 de la saison 6)
- 1998 : Cold Feet : Amours et petits bonheurs (épisodes 5 et 6 de la première saison)
- 2024 : Wham!: Last Christmas Unwrapped (court-métrage documentaire)